# Europeada 2008
Europeada 2008 blev arrangeret af rætoromanerne i kantonen Graubünden i Schweiz. Det var første gang, der afholdes EM for sproglige mindretal . Mesterskabet havde deltagelse af 17 folkegrupper fra hele Europa. I alt 5.000 tilskuere så kampene direkte i Schweiz. Den første europamester blandt de nationale mindretal blev sydtyrolerne. Holdet fra Sydtyrol vandt finalen i Chur foran 600 tilskuere med 1-0 mod kroaterne fra Serbien. Romaerne fra Ungarn fik et tredjeplads. De danske sydslesvigere kom på fjerdeplads. 
De deltagende hold var:
| Waliserne i Storbritannien | Danske sydslesvigere i Tyskland | Kroaterne i Serbien            | Okzitanerne i Frankrig |
| Tyskerne i Polen           | Arumenerne i Rumænien           | Romaerne i Ungarn              | Kimbrerne i Italien    |
| Rætoromanerne i Schweiz    | Katalanerne i Spanien           | Tyske nordslesvigere i Danmark | Sorberne i Tyskland    |
| Tyskerne i Ungarn          | Karachayerne i Rusland          | Nordfriserne i Tyskland        | Kroaterne i Rumænien   |
|                            | Sydtyrolerne i Italien          |                                |                        |